# بورتي
بورتي يويجن (بالسيريلية: Бөртэ үжин)‏ 1161–1230 زوجة جنكيز خان مؤسس الإمبراطورية المغولية وزعيمة بلاطه وإمبراطورة المغول الأولى. قد لا يعرف عن سنواتها الآولى إلا القليل، إلا أن جنكيز خان قد خطبها وهي في سن صغيرة وتزوجته في سن 17، ثم اختطفتها قبيلة منافسة. وربما كان قرار زوجها باسترجاعها هو المفتاح في شروعه بالسير لغزو العالم. وانجبت منه أربعة أبناء وخمس بنات وقد لعب الأبناء -هم وأحفادهم- دورا في توسع إمبراطورية المغول.

## بداية حياتها
لايعرف عن الحقائق التاريخية من حياتها سوى القليل، وإن كان لدى المغول العديد من الأساطير التي تدور حولها. أما المعلومات القليلة عنها فهي آتية من كتاب التاريخ السري للمغول.
ولدت بورتي حوالي سنة 1161 وهي من عشيرة أولخونوت التي تنتسب إلى قبيلة أونجيرات حيث والدها داي سيجين شيخ تلك العشيرة. واسم والدتها تاكشوتان. ولتلك القبيلة علاقات ودية مع قبيلة كياد التي ينتمي إليها تيموجين. ومعروفة تفاصيل لقاءها مع تيموجين حيث يعتقد أن زواجهما كان قد أعده يوسغي والد تيموجين لترسيخ العلاقات بين القبيلتين. وإن كان زواج بورتي كان قد قرر أن يكون وهي في سن السابعة عشر.

## اختطافها
اختطف مجموعة من المركيت بورتي فجرا بعد زواجها من تيموجين، وبعد عدة أشهر حررها تيموجين من الأسر بمساعدة وانغ خان وجاموقا. وقد وصف بعض العلماء أن تلك الحادثة كانت المفتاح لمفترق الطرق في حياة تيموجين حيث نقلته مباشرة ليصبح أحد أكبر الغزاة.
بقيت بورتي تحت الأسر لفترة ثمانية أشهر، وبعد تحررها أنجبت ابنها جوجي مما تركت جدلا واسعا حول أبوة الطفل، فقد اتخذها الآسر زوجة له وبالتالي من الممكن أن تكون حملت منه. إلا أن جنكيز حسم الأمر بأن ألحق الطفل إليه وابقاه ضمن أسرته. وكان من المفترض ان يكون جوجي خليفة جنكيز إلا أن أخوته لم يتقبلوا ان يكون حاكما عليهم بسبب الشكوك حول صحة أبوته، وبسبب ذلك لذا كان لزاما على جنكيز خان وهو متفهم لعدم قبولهم جوجي أن يختار ابنا آخرا خليفة له. أما جوجي فقد أصبح زعيما للقبيلة الذهبية.

## الإمبراطورة
لقيت بورتي التبجيل والاحترام من المغول بعد أن أصبح تيموجين إمبراطورا عليهم. وفي حملاته التوسعية ظلت بورتي في غيابه خلف أخيه تيموجه في حكم أرض المغول.
وغالبا ما يصور بورتي بأنها امرأة جميلة ترتدي ثوب حريري أبيض وتنتثر العملات الذهبية على شعرها.

## أبنائها
أبناء بورتي هم:
- جوجي: قد لا يكون من ذرية جنكيز خان (حيث الأم كانت مخطوفة عند المركيت لثمانية أشهر).
- جغتاي خان.
- أوقطاي
- تولوى[3]

البنات:
- خوجن بيكي: كانت مخطوبة لتوساخا ابن سنجم ابن وانغ خان زعيم قبيلة الكرايت، ثم تزوجت من بوتو من قبيلة إكريس.
- ألخاي بيكي: تزوجت من ألاكوش دقت كوري زعيم الأونجوت. ثم ابن أخيه ووريثه جينكو ثم بالنهاية تزوجت من ابن زوجها بوياهوي.
- توميلون: تزوجت من تشيكو ابن أنشن ابن داي سيجين والد بورتي.
- جيجي خن: تزوجت من تورولجي ابن كودكا بيكي من قبيلة الأويرات.
- ألتالون: تزوجت من أولار زعيم عشيرة أولخونوت: ثم من ابن زوجته تايجو، ثم من شخص من الأويغور.